# 建新中心

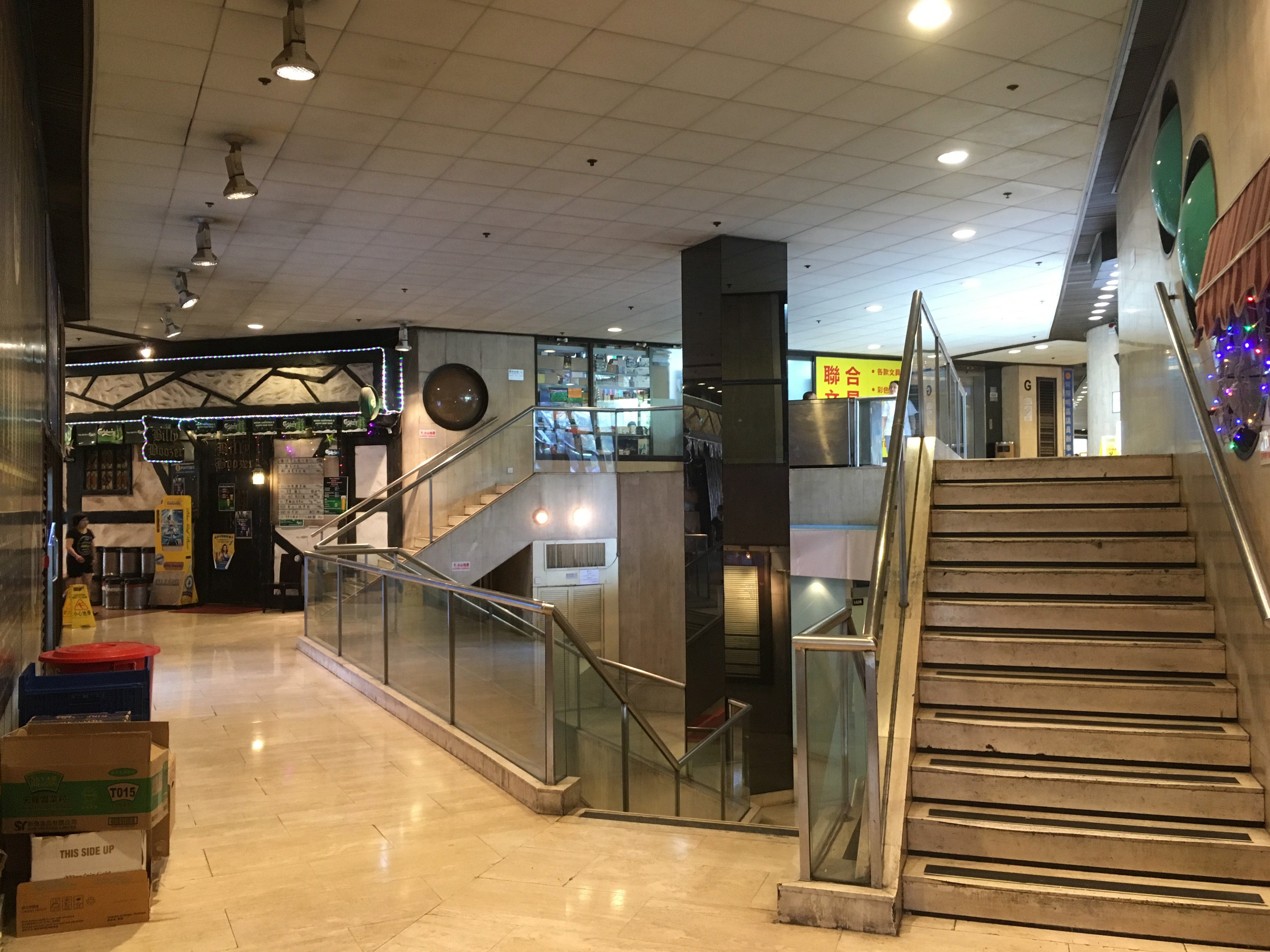
建新中心1樓「太空時代」圓拱形窗門

建新中心（英語：Franki Centre，原名九龍塘中心）位於香港九龍九龍塘聯合道320號，鄰近香港浸會大學和香港浸信會醫院，於1980年興建，1981年落成，是九龍塘第一個商場。
建築物由香港建築師嚴迅奇負責設計，並由香港中文大學及香港興業攜手發展，曾獲1981年香港建築師學會年獎的優異獎。

## 設計
建築物樓高7層（包括兩層地庫、一層低層地下、地下及1至3樓），面積逾一萬平方米。其設計亦有不少特色，包括：
- 1樓設「太空時代的設計意念」的圓拱形窗門
- 2樓與3樓外圍裝上拱形茶色玻璃外牆
- 商場內兩個不同高度的出入口以「通井式」設計
- 樓高兩層的螺旋形樓梯方便遊人上落
- 面向聯合道的出入口設有一個「五角形通井」，在燈光反射下讓遊人如置身於「太空世界」，獲建築雜誌稱為「超時代感」[2][3]

## 租戶
商場曾開設百佳超級市場（1998年搬遷至又一城）、畔溪酒家、雅麗閣海鮮酒家、流浪星卡拉OK酒廊和恒隆銀行分行。由於鄰近廣播道，有不少明星到訪。
但自從1998年又一城開業，加上廣播道不少傳媒機構陸續搬走，商場人流大幅減少，現時人流以香港浸會大學和香港浸信會醫院人士為主。
商場開業初期，香港中文大學曾經在此用作教育用途，部份舖位被劃份為數間小型教室、研討室及實驗室等，方便居住在市區的學生，但自從1984年業權分散後已全數遷出。現時租戶包括香港浸會大學持續教育學院、地產代理、7-11。其他以食肆為主，包括開業多年的百味閣餐廳、King's Arms、六合小館、Billy Boozer、元福日本料理、Hap coffee和金記冰室等。

## 外部連結
维基共享资源上的相關多媒體資源：建新中心